# Stanislavivka, Novoarhanhelsk
Stanislavivka (în ucraineană Станіславівка) este un sat în comuna Nerubaika din raionul Novoarhanhelsk, regiunea Kirovohrad, Ucraina.

## Demografie
Componența lingvistică a localității Stanislavivka
     Ucraineană (97,5%)
     Rusă (2,5%)
Conform recensământului din 2001, majoritatea populației localității Stanislavivka era vorbitoare de ucraineană (97,5%), existând în minoritate și vorbitori de rusă (2,5%).